# Třebotov
Třebotov (en allemand : Trebotau) est une commune du district de Prague-Ouest, dans la région de Bohême-Centrale, en République tchèque. Sa population s'élevait à 1 470 habitants en 2020.

## Géographie
Třebotov se trouve à 3 km au nord-ouest de Černošice, à 15 km à l'est de Beroun et à 16 km au sud-ouest du centre de Prague.
La commune est limitée par Choteč au nord, par Kosoř à l'est, par Černošice, Vonoklasy et Roblín au sud, et par Chýnice à l'ouest.

## Histoire
La première mention écrite de la localité date de 1253.